# Елагин, Александр Николаевич
Александр Николаевич Елагин (1922 — 1992) — капитан Рабоче-крестьянской Красной Армии, участник Великой Отечественной войны, Герой Советского Союза (1946).

## Биография
Родился 13 июля 1922 года в деревне Бусиново Московской области (ныне — район Москвы). Окончил семь классов школы, после чего работал на Московском авиационном заводе.
В 1941 году был призван в Рабоче-крестьянскую Красную Армию. Окончил танковое училище. В боях дважды был ранен. С 1944 года служил в частях самоходной артиллерии. Участвовал в освобождении Румынии.
К октябрю 1944 года гвардии лейтенант Елагин командовал самоходной артиллерийской установкой 251-го гвардейского самоходного артиллерийского полка 2-го гвардейского механизированного корпуса 46-й армии 2-го Украинского фронта. Отличился во время освобождения Венгрии.
Во время боёв за город Кечкемет вместе со своим экипажем уничтожил более десяти вражеских танков и САУ «Фердинанд». Во время штурма Будапешта в декабре 1944 года Елагин провёл разведку вражеской обороны. Когда во время выполнения разведки был тяжело ранен механик-водитель, взял на себя управление машиной, выведя её из-под огня. Осколками был два раза ранен, но сумел довести САУ до своих, после чего был отправлен в госпиталь.
В марте 1945 года на подступах к Дьёру вышел во фланг к батарее противника и уничтожил её, сам при этом попав в окружение. Сымитировав повреждение, Елагин дождался, пока вражеские штурмовые орудия подойдут поближе и открыл по ним огонь, уничтожив 6 танков, 3 штурмовых орудия, несколько пулемётов и около роты вражеской пехоты.
Указом Президиума Верховного Совета СССР от 15 мая 1946 года за «образцовое выполнение боевых заданий командования на фронте борьбы с немецкими захватчиками и проявленные при этом отвагу и геройство» гвардии лейтенант Александр Елагин был удостоен звания Героя Советского Союза с вручением ордена Ленина и медали «Золотая Звезда» за номером 9031.
В 1945 году в звании капитана был уволен в запас. Проживал в Москве, затем в Зеленограде. Скончался 31 января 1992 года, похоронен на Центральном кладбище Зеленограда.

## Награды
Был также награждён двумя орденами Отечественной войны 1-й степени, орденом Красной Звезды, рядом медалей.